# Osterlinde
Osterlinde ist einer der insgesamt 31 Stadtteile der kreisfreien Stadt Salzgitter in Niedersachsen, gelegen in der Ortschaft Nordwest.
Osterlinde gehörte bis zum 31. März 1942 zum Landkreis Wolfenbüttel und wurde durch einen Verwaltungsakt am 1. April 1942 ein Teil der Stadt Watenstedt-Salzgitter. Am 23. Januar 1951 wurde diese amtlich in Salzgitter umbenannt.

## Geschichte

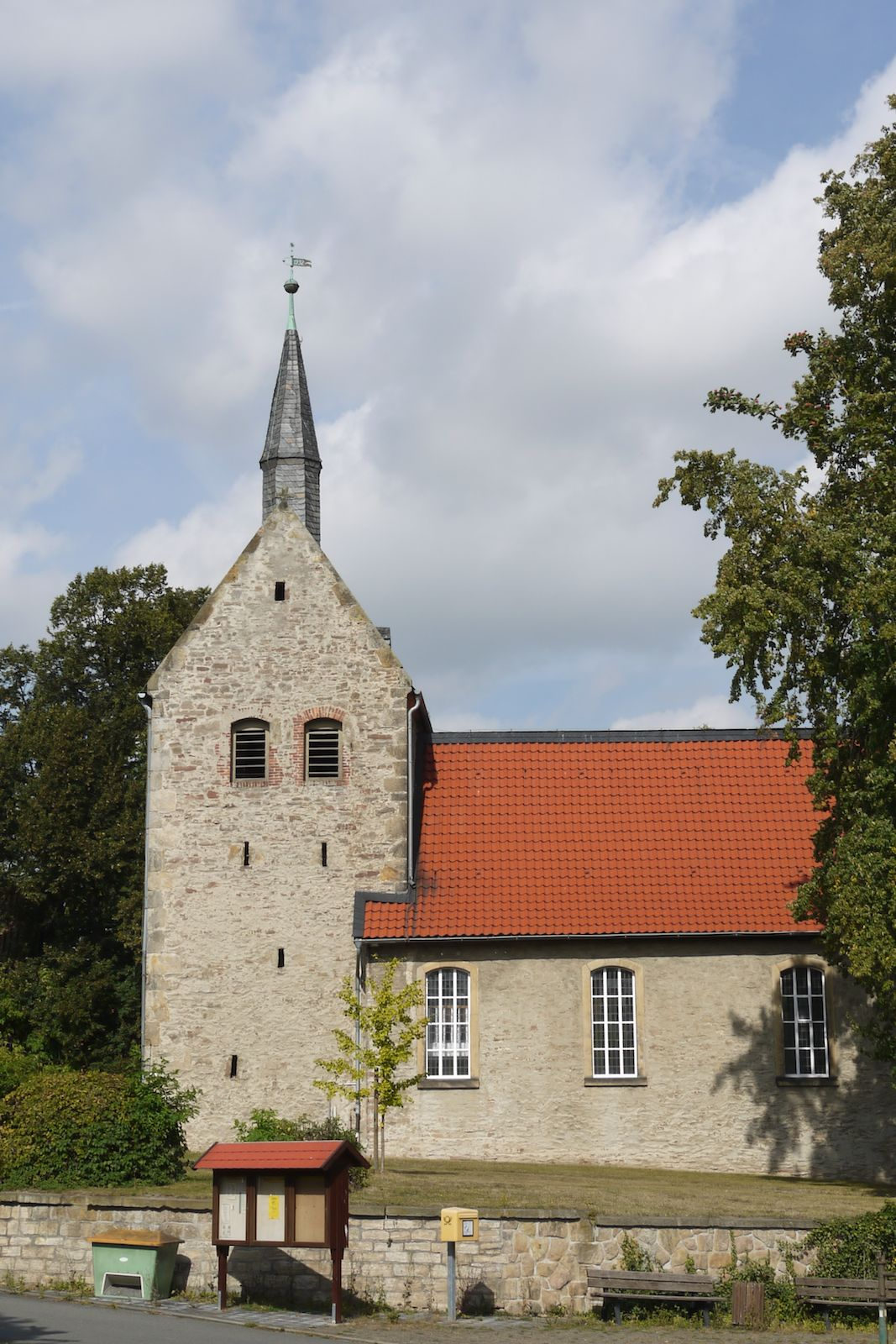
St.-Georg-Kirche

Osterlinde wurde erstmals 1151 urkundlich erwähnt. Der Ort ist an der Hildesheimer Heerstraße gelegen und hatte im Laufe seiner Geschichte stark unter kriegerischen Ereignissen zu leiden. Osterlinde wurde früher Lindethe (um 1220), Lindedhe (um 1270), in maiori Lindedhe (um 1280) und Lyndede (um 1340) genannt. Die Edelherren von Meinersen waren hier reich begütert. Sie gaben um 1220 im Ort 1 Hufe als Lehen an Lüdiger von Heerte. 4 Hufen und 3 Höfe um 1280 an Hugold von Watzum. Den Zehnt und 9 Hufen um 1280 an Ekbert IV. von Wolfenbüttel-Asseburg. 2 Hufen um 1280 an Johannes von Saldern; insgesamt 5 Hufen an die von Saldern um 1340.
Zwischen dem Frieden von Tilsit 1807 und der Völkerschlacht bei Leipzig 1813 gehörte das Kurfürstentum Braunschweig-Lüneburg zum Königreich Westphalen. Osterlinde wurde in dieser Zeit dem Kanton Gebhardshagen zugeordnet.

### Freiwillige Feuerwehr
Mit dem Gesetz, das Feuerhülfswesen betreffend, vom 2. April 1874 kam es in den Folgemonaten zu einer Gründungswelle Freiwilliger Feuerwehren im Herzogtum Braunschweig. Die Freiwillige Feuerwehr Osterlinde wurde bereits am 22. Juni 1873 gegründet, nachdem der erste Hauptmann, Albert Schwerdtfeger, zuvor als Landtagsabgeordneter Kenntnis von den Beratungen zu diesem Gesetz erhalten hatte.

### Bevölkerungsentwicklung
| Jahr | Einwohner |
| ---- | --------- |
| 1821 | 283       |
| 1848 | 346       |
| 1871 | 361       |
| 1910 | 366       |
| 1925 | 361       |
| 1933 | 368       |
| 1939 | 368       |
| 1946 | 773       |
| 1950 | 769       |

| Jahr | Einwohner |
| ---- | --------- |
| 1960 | 637       |
| 1970 | 482       |
| 1980 | 500       |
| 1990 | 492       |
| 2000 | 477       |
| 2006 | 432       |
| 2010 | 407       |
| 2012 | 409       |
| 2014 | 405       |

| Jahr | Einwohner |
| ---- | --------- |
| 2016 | 421       |
| 2018 | 398       |
| 2019 | 394       |
| 2020 | 400       |
| 2021 | 396       |
| 2022 | 390       |
| 2023 | 385       |
| 2024 | 368       |

## Politik

### Wappen
Das Wappen zeigt ein silbernes Lindenblatt auf grünem Grund und im Schildhaupt ein durchgehendes rotes Kreuz auf silbernem Grund. Das Lindenblatt stellt eine Verbindung zum Ortsnamen her, der 1151 erstmals als Lindethe schriftlich bezeugt ist. Das grüne Schildfeld steht für die noch weitgehend erhaltene Natur im Umfeld des Ortes. Das Kreuz im Schildhaupt ist ein Attribut des heiligen Georg, nach dem die Georgskirche im Ort benannt wurde. Das Kreuz erinnert auch daran, dass der Ort jahrhundertelang in engen Beziehungen zu geistlichen Einrichtungen stand, so zum Beispiel zu den Klöstern Dorstadt, Wöltingerode und Steterburg.
Das Wappen wurde in einer Bürgerversammlung im März 2008 als Ortswappen von Salzgitter-Osterlinde angenommen.

## Persönlichkeiten (Auswahl)
- Albert Schwerdtfeger (1842–1922), Landwirt und Mitglied des Deutschen Reichstags